# Црква Свете Тројице у Сувојници
Црква Свете Тројице у Сувојници, насељеном месту на територији општине Сурдулица, православни је храм који припада Епархији врањској Српске православне цркве.
Црква посвећена Светој Тројици саграђена је 1895. године, а освећена 1898. године, од стране тадашњег Епископа нишког Никанора. Била је у богослужбеној употреби све до краја 20. века када је, због лошег грађевинског материјала коришћеног у изградњи, испуцала на више места. Постојала опасност њеног урушавања и угрожавања безбедности верника у њој.
Благословом Епископа врањског Пахомија, а на предлог стручних органа Општине Сурдулица и Завода за заштиту споменика културе из Ниша, 2015. године се приступило уклањању остатака старе цркве и изградњи нове, на истим темељима. Епископ врањски Пахомије положио је камен темељац за нову цркву 31. маја 2015. године, с тим што Свети Престо није померан.
Трудом и средствима Црквеног одбора, мештана села Сувојница и околних села, Општине Сурдулица и Управе за сарадњу са црквама и верским заједницама при Министарству правде Владе Републике Србије, грађевински радови на цркви завршени су за годину дана. У недељу по Спасовдану, 12. јуна 2016. служена је прва света Литургија, а чин освећења крстова обавио је Епископ врањски Пахомије. Том приликом, на цркву су постваљена и звона.
Након завршних радова (израда новог иконостаса, рестаурација старих икона и живописа) биће обављен и свечани чин освећења цркве.